# Орден Золотого руна
Орден Золотого руна (фр. Ordre de la Toison d’or, ісп. Orden del Toisón de Oro, нім. Orden vom Goldenen Vlies, нід. Orde van het Gulden Vlies, лат. Aureum Vellus; Vellus yasonis) інша назва «Знак Гідеона» (лат. Gedeonis signa) — лицарський орден, започаткований Філіпом III Добрим, герцогом Бургундським 1430 року, у день свого одруження з принцесою Ізабеллою Португальською. Династичний орден, одна з найдавніших та найпочесніших нагород Європи. Статут ордену існує донині у двох гілках (іспанській та австрійській) і нагороджувати іспанською гілкою має право король Іспанії Філіп VI, а австрійською — Карл фон Габсбург, старший син Отто фон Габсбурга.

## Опис і символіка

Нашийний орденський знак

Знаком Ордену є зображення викраденого аргонавтами в Колхіді золотого руна, що висить на ланцюгу з 28 ланок.
Орден має такі девізи латиною:
1. «Pretium Laborum Non Vile» — «Нагорода не поступається заслузі (подвигу)»
2. «Ante ferit quam flamma micet» — «Удар завдається перш, ніж спалахне полум'я»
3. «Non Aliud» — «Іншого не бажаю» (Я маю й іншого не бажаю) — девіз герцога Філіпа[1] на звороті центральної ланки (залишився в австрійському варіанті)[2] За іншими джерелами, також вишивався на орденській мантії[3].

Чому Філіп обрав міфологічне руно як символ ордена, невідомо. Відповідно до деяких версій, як знак багатства, яке принесла торгівля вовною у Фландрії, чи подорож аргонавтів на схід сприймалась як паралель до хрестового походу проти турків (тобто новий похід аргонавтів), у який мріяв вирушити Філіп тощо. Відповідно до іншої версії, орден було названо за мотивами родинної легенди: один з пращурів Філіпа колись повторив шлях аргонавта Ясона, потрапив у полон в Колхіді (Мінгрелії), а потім втік. Також розповідають, як герцог, що любив античні міфи, порівняв золотоволосу даму, яка впала на повному ходу з коня, з Геллою, що впала зі спини золоторунного барана (щось споріднене з історією започаткування англійського Ордену Підв'язки). У Жана Лафонтена зустрічається інша версія: «Домігшись прихильності однієї дами, герцог Філіп Добрий так уподобав її золоті коси, що заснував на їхню честь Орден Золотого руна». За деякими джерелами, цю даму звали Марія Крумбругге.
Окрім того, слід враховувати трактування образу золотого руна з точки зору символіки: «вівця є втіленням невинності, а золото трактується як образ вищої духовності, похід аргонавтів за золотим руном розуміється як надбання величі духу через очищення душі».

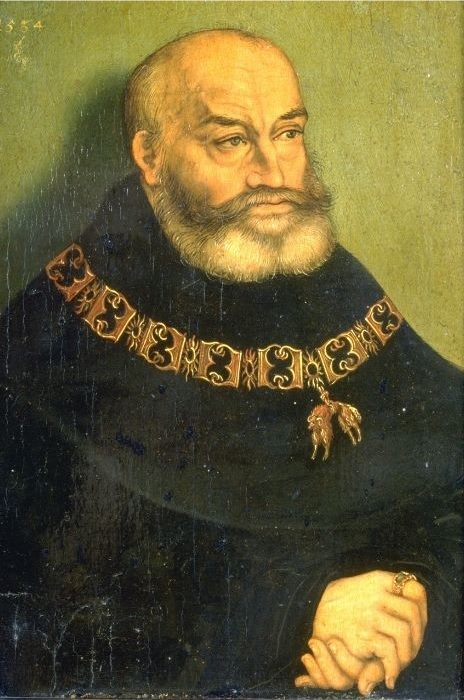
Портрет кавалера ордена герцога Саксонського Георга Бородатого

Краще задокументовано біблейські образи, які були придані до ордену пізніше: канцлер ордену Жан Жермен, єпископ Шалонський, звернув увагу герцога Філіпа на епізод зі Старого Заповіту — вовна, яку розстелив Гедеон і на яку випала небесна роса на знак того, що він переможе мадіанітян (Суд. 6:36-40). Це дозволило провести й біблейські аналогії, коли знавці міфології згадали, що Ясон, по суті, був злодієм. Таким чином, Ясонівське руно еволюціонувало у символ таємниці зачаття Діви Марії, а сам орден отримав своє друге ім'я «Знак Гедеона». Наступний канцлер Гійом Філастр віднайшов додаткові біблейські аналогії: Яків, Іов, Давид і цар Моавітянський.

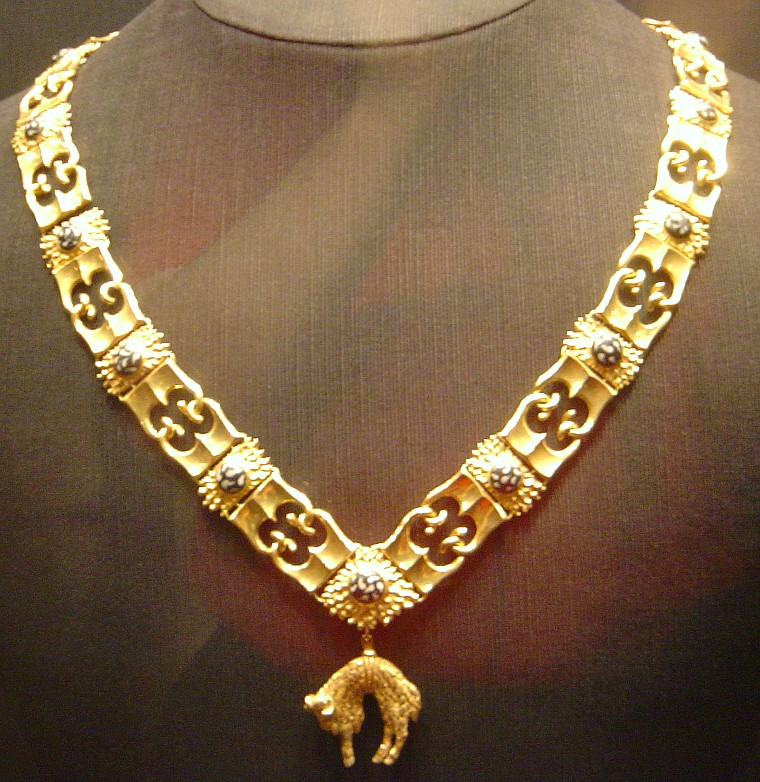
Давніший варіант ордену: знак кріпиться безпосередньо до центральної ланки-кресала

Святом ордену вважається день святого Андрія, оскільки орден започатковано у його день — 10 січня. Апостол Андрій здавна був покровителем бургундських правителів, і саме він вручив їм андріївський хрест, який також називався «бургундським» (варіант — був хрестителем Бургундії).
Наполовину відома символіка ланцюга. Руно висить на ланцюгу, зробленому зі стилізованих кременів (фр. pierre a fois) та кресал (фр. briquet); кресало — це геральдичний символ Бургундії та власне Філіпа Доброго. Кремінь виконано у вигляді ініціалу «B» — Burgundia.

### Інсигнії

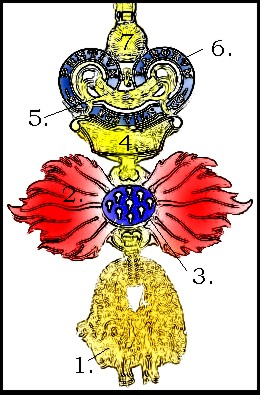
Австрійський варіант: 1. Золоте руно; 2. Язики полум'я; 3. Овал із краплеподібними точками; 4. Сцена битви Ясона з драконом; 5. Ланка у формі кресала й трутниці; 6. Девіз; 7. Ланка у формі мушлі

Хоча за час існування ордену він зазнавав численних змін зовнішнього вигляду у бік ускладнення, основні мотиви залишаються незмінними:

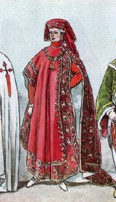
Лицар в орденських одежах: червоний талар з білою підкладкою й винно-червоний широкий плащ з багатою вишивкою; золотий орденський ланцюг із золотим руном, що на ньому висить. Білі черевики з червоними каблуками

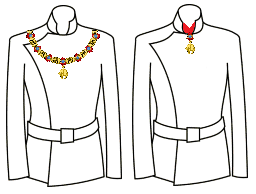

- Нашийний орденський знак — являє собою Золоте руно (тобто зображення шкури вівці), перехоплене «поясом», до якого кріпиться ланцюг. Підвішується головою праворуч до центральної ланки ланцюга.
  - В австрійському варіанті ця ланка — овал чорної емалі з білими краплеподібними точками — кремінь, з нього виходять великі іскри, зроблені червоною емаллю. Ця ланка, у свою чергу, підвішена до наступної золотої ланки у формі кресала, у нижній частині якого розміщено горельєфне зображення битви Ясона з драконом. На дугах синьої емалі розміщено девіз ордену «PRAETIUM LABORUM NON VILE». На реверсі зображено битву Гедеона з мадіанітянами й напис «NON ALIUD»). Між дугами розміщено золоту мушлю, до якої кріпиться вушко.
  - В Іспанії девіз ніколи не писався на кресалі, а баран зображувався у повному профілі, демонструючи тільки один ріг й око. Обриси деталей, особливо кресала, стали дуже декоративними й стилізованими, перетворившись на суміш мавританських і барочних арабесок. (В Австрії девіз використовувався завжди, руно зображувалось з головою, повернутою вперед так, щоб показати обидва роги й ока)[11].
- Орденський ланцюг — складається з почергових золотих ланок у вигляді кременів і кресал (кремені — овали чорної емалі з нанесеними краплеподібними точками білої емалі, оточені золотими язиками полум'я), й ажурні ланки (кресала — у формі ініціалів «В», що переплітаються), пов'язаних одна з одною. Використовується в особливо урочистих випадках.
  - Існують дитячі ланцюги, призначені для неповнолітніх.
- Шийна стрічка — шовкова муарова стрічка червоного кольору у два пальці завширшки (для повсякденного носіння)[2]. На початку XVI століття дозволялось носити орден на стрічці, а не на ланцюгу[3].

Члени ордену зобов'язані не носити інших нагород, окрім ордену Золотого Руна (це положення не поширюється на монархів та австрійців). Під час урочистостей кавалери ордена надягають ланцюг, оксамитовий талар (рясу) яскраво-червоного кольору, пурпурну мантію й таку саму шляпу, червоні панчохи й чоботи. Портрети, що зображують членів ордену в парадних одежах, аж до XIX століття показують людей, одягнених за модою XV століття:
|  | Коли Філіп Добрий під час одруження з Ізабеллою Португальською у Брюгге (1430) встановив орден Золотого руна і святкував його започаткування у Ліллі (1431), він разом із кавалерами нового ордена явився одягненим у яскраво-червоне вбрання, підбите й опушене хутром білки. Зверху цього вбрання, що доходило до п’ят, була накинута довга мантія з тонкого червоного сукна, вишита золотом й оторочена хутром. Голова його була вкрита широким валиком у вигляді тюрбану . |

Усі ордени Золотого руна, що збереглись, мають власну історію та є коштовними (від 1,5 тисяч до 0,5 мільйонів доларів). Деякі ордени експонуються у відомих виставкових залах і галереях:
- Алмазний фонд Кремля (Москва).
- Палац Хофбург (Відень), Державна й Духовна скарбниці (Шатцкаммер), де зберігаються скарби ордену.
- Цвінгер (Дрезден), скарбниця.
- Замок Грюєйр (Швейцарія) — у Бургундській залі три траурних одежі лицарського ордену Золотого Руна, які служили духовникам Карла Сміливого, покликаним провести урочисту месу за упокій лицарів, що загинули у поході 1476 року.

## Історія

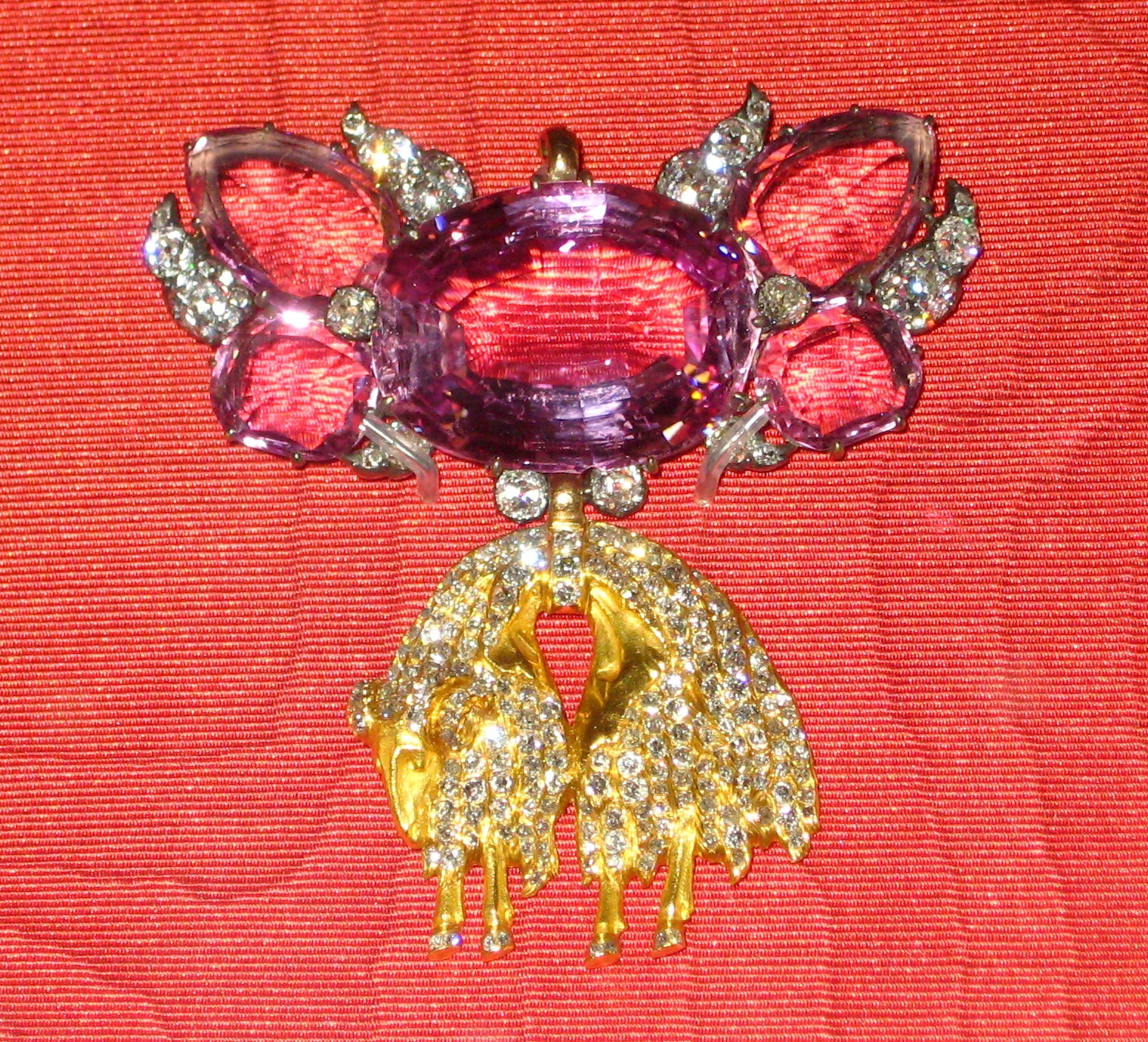
Орден Золотого руна (з топазами), ймовірно належав імператору Олександру I Благословенному. Алмазний фонд

### Хронологія XV—XXI століть
- 1430, 10 січня: Філіп III Добрий започатковує орден з нагоди свого третього одруження — з інфантою Португалії Ізабеллою, на честь пресвятої діви Марії та апостола Андрія[14].
- 1433: папа римський Євгеній IV затвердив орден[15]
- 1477: шлюб останньої представниці Бургундської династії Марії Бургундської з Максиміліаном Габсбургом. Гросмейстерство ордену перейшло до австрійського ерцгерцога, оскільки сюзеренітет над орденом за відсутності спадкоємця чоловічої статі переходив до чоловіка спадкоємиці герцогства до повноліття її старшого сина.
- 1496: шлюб сина Марії Бургундської Філіпа Красивого зі спадкоємицею іспанської корони Хуаною Божевільною. Їхній син Карл V Габсбург після смерті батька у 1506 році успадкував управління орденом, яке з 1516 року залишається за іспанською гілкою Габсбургів.
- 1516: збільшення кількості членів ордену, затверджене папою римським Львом Х[15] у буллі Praeclarae devotionis sinceritas.
- 1519: Перша іспанська інвеститура[4], під час якої Карл V після смерті свого діда Максиміліана успадкував гроссмейстерство ордену (до цього успадкувавши від матері трон Іспанії). У 1521 році він віддасть австрійські землі своєму брату майбутньому імператору Фердинанду I, що в майбутньому буде покладено в основу претензій австрійців[16].

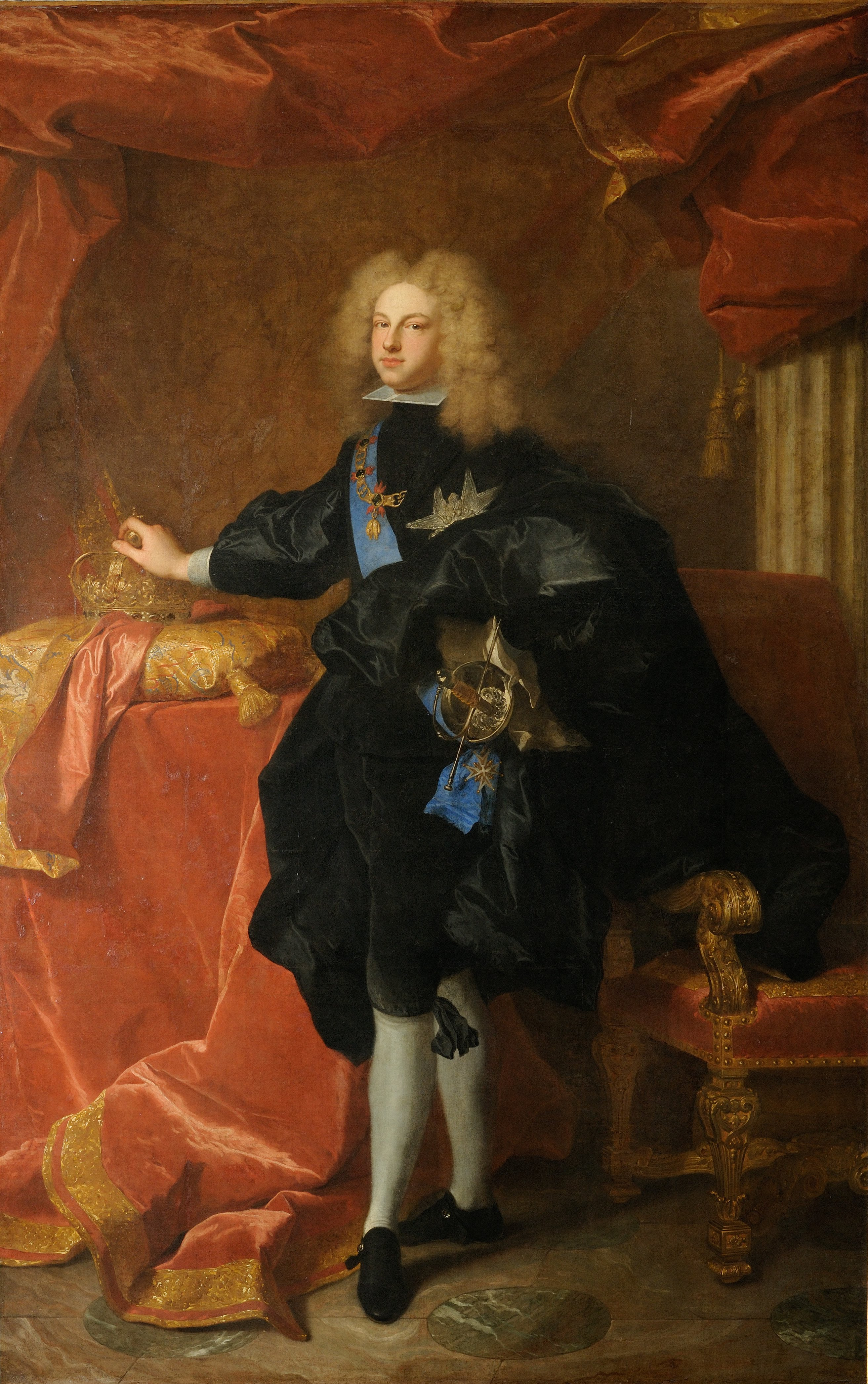
Портрет Філіпа V. Орден висить на розкішній орденській стрічці

- 1700: смерть останнього іспанського Габсбурга Карлоса II. Суверенітет ордену за його заповітом (разом з усією країною) успадкував французький принц Філіп Анжуйський, що став наступним іспанським королем під ім'ям Філіп V. Як відзначають історики, «законні суверени ордену, Філіп V та його син Фердинанд VI (будучи французькими принцами), об'єднали орден Золотого Руна, поєднавши іспанську гілку й гілку герцогства Бургундії, що існувало лише в теорії, будучи поглиненим Францією за правління Людовіка XI»[4].
- 1712: на тлі війни за іспанську спадщину між французами та австрійцями, австрійська гілка Габсбургів, залишившись єдиною, (й отримала за Утрехтською угодою Нідерланди — землі засновника ордена) зажадала собі гросмейстерство ордена, започаткувала казначейство ордену й проголосила суверенітет над орденом. У ході війни імператор Карл VI захопив Мадрид. Відступаючи, він вивіз із собою архіви ордена[3], які одночасно були символом володіння Нідерландами. (Казначейство було згодом перенесено до Відня з Брюгге за часів Французької революції, де й залишається донині)[4]. Таким чином, з цього року орден виявився розділеним на дві гілки — Іспанську та Австрійську. Спочатку іспанська гілка визнавалась тільки Іспанією та Францією.
- 1713: Карл VI у Відні «святкував відновлення ордену»[12]
- 1724: спеціальний Конгрес у Камбре розглядав суперечку обох династій за головування, проте жодного рішення прийнято не було[2]: «і два королівських дома за мовчазної згоди почали дарувати знаки ордена Золотого Руна незалежно один від одного».
- 1725: Віденський мир, на якому було визнано, що і правителі Австрії, і королі Іспанії мають право нагороджувати орденом Золотого руна[12].
- 1794: програвши Наполеону та підписавши угоду в Кампоформіо Австрія втрачає бургундські володіння (Нідерланди), що дістались Франції, але тим не менше, продовжує вручати орден. У 1809 році Наполеон мав намір створити свій найвищий військовий орден — орден Трьох золотих рун, як символ володарювання над Іспанією та Нідерландами й союзу з Австрією (зокрема, шлюбу з принцесою)[5]. (Намір не здійснено).
- 1847 та 1851: укази іспанських королів, відповідно до яких Орден Золотого руна став цивільним королівським орденом[17].
- 1918: падіння австрійської монархії, до якого вона нагороджувала орденом. Після Першої світової війни на суверенітет ордена претендував Альберт I Бельгійський, як король колишніх бургундських володінь Габсбургів[18]. Однак за Версальською угодою 1919 року суверенітет ордену перейшов до іспанського короля, як спадкоємця останнього австрійського монарха. У XX столітті сувереном австрійської гілки ордену є глава дому Габсбургів у вигнанні — Отто фон Габсбург, до нього — його скинутий батько імператор Карл I, який помер у 1922 році. 30 листопада 2000 року Отто передав гросмейстерство своєму сину Карлу Габсбург-Лотрінгену.
- 1931: падіння іспанської монархії, Альфонс XIII скинутий, але залишаючись при цьому сувереном ордену, до своєї смерті 1941 року не здійснює жодного нагородження. Починаючи з 1951 року його син, Хуан, граф Барселонський, глава королівського дому Іспанії у вигнанні, вручив його шести особам королівської крові. Після того, як граф незадовго до смерті відмовився від своїх прав на користь сина, Хуан Карлос нагородив ще кількох іспанських громадян та іноземних монархів[17].
- 1953, 8 вересня: орден було визнано Австрійською республікою як орден Габсбурзького Дому. Уряд Австрії визнав орден юридичним суб'єктом міжнародного права. Він зберіг права на архіви та майно, перевезені з Брюсселя до Відня під час наступу Наполеона у Бельгії 1794 року. Австрійський уряд помістив ці цінності до Державної Скарбниці та Духовної Скарбниці у Хофбургу й дозволив ордену користуватись ними в культурних і церемоніальних цілях[2].

### Започаткування

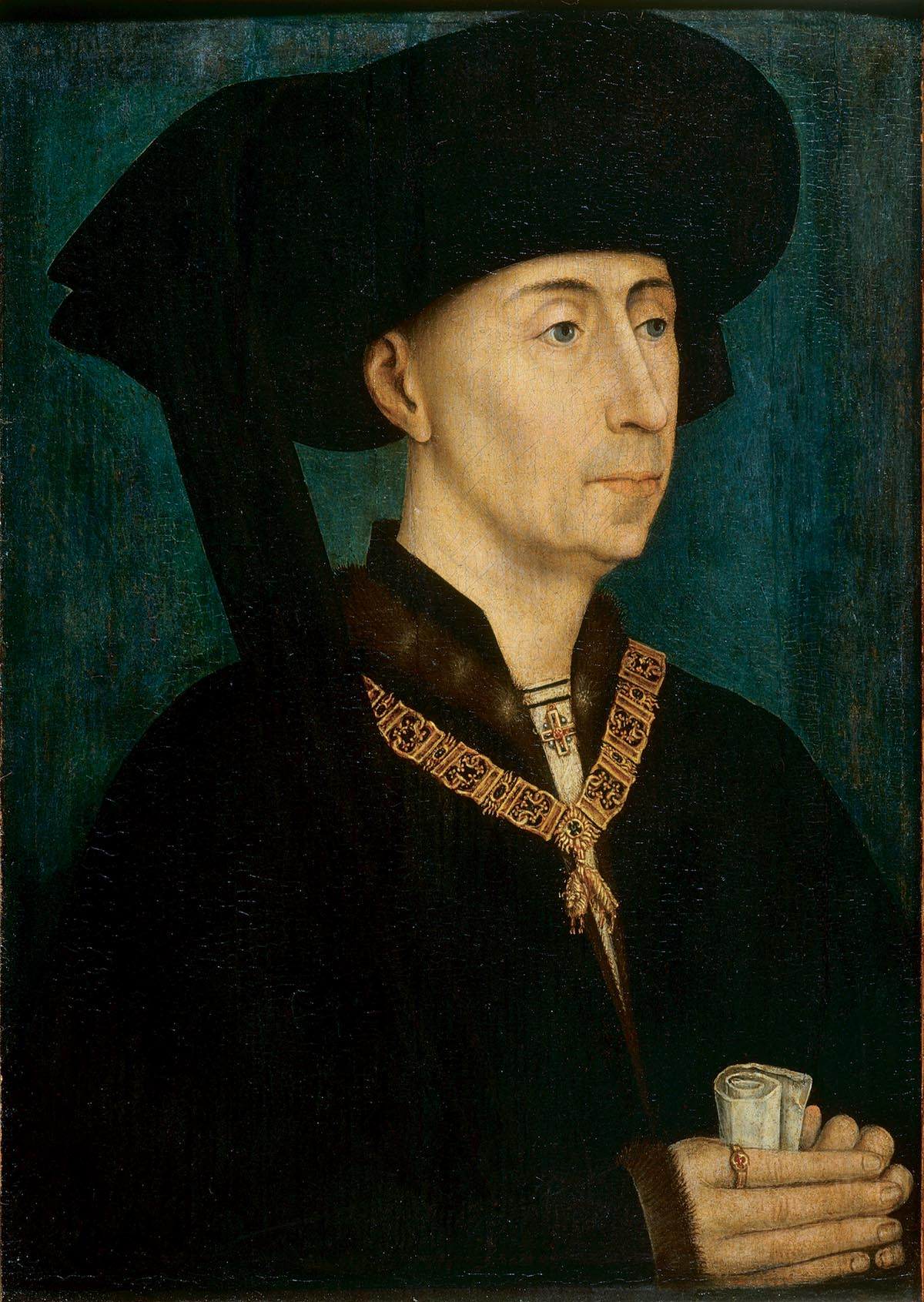
Портрет Філіпа Доброго з орденом

У статуті ордена Філіпа Доброго було записано, що він започатковує його «через особливу любов та прихильність до лицарства, якому він пристрасно бажає примножувати честь і процвітання, аби лицарство захищало, оберігало та підтримувало істинну католицьку віру, церкву, спокій і статок держави…». Формально метою ордену була охорона церкви й віри, його було присвячено Діві Марії та св. Андрію.

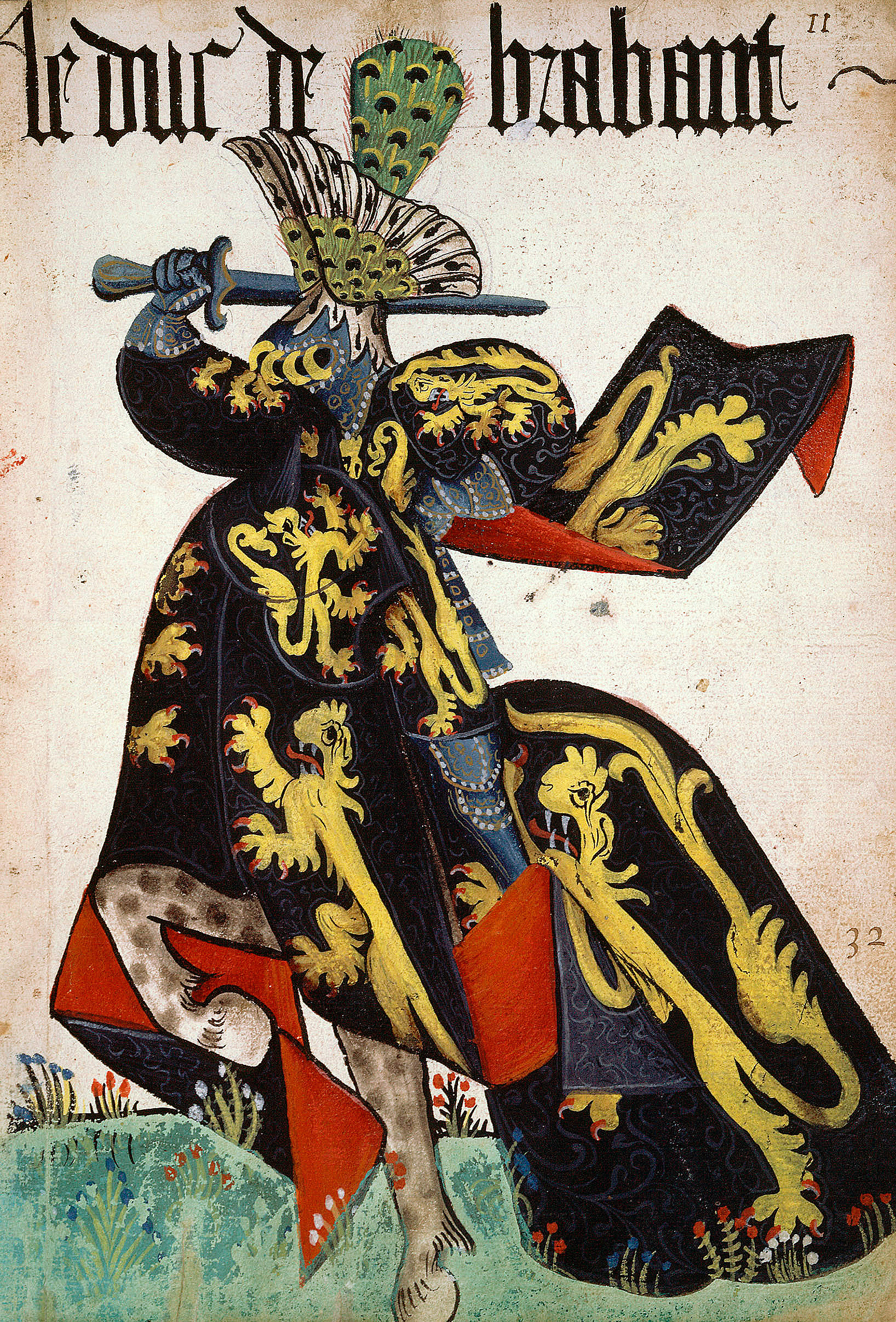
Герцог Брабантський. Мініатюра з офіційного гербовника Ордену, 1430—1461 роки

Першими кавалерами ордену стали сам герцог Філіп Добрий та Гійом Вьєнський.
|  | Поряд із лицарями до ордену входили і службовці: канцлер, скарбничий, секретар, герольдмейстер зі штатом герольдів та свити. Першим канцлером ордену став єпископ Шалонський Жан Жермен, першим герольдмейстером — Жан Лефевр. Імена герольдів традиційно повторювали імена їхніх сеньйорів: Шароле, Зеландії, Беррі, Сицилії, Австрії тощо. Перший зі зброєносців мав ім'я Кресало (Fusil) у зв'язку із зображенням кременя - емблеми Філіпа Доброго — в орденському ланцюгу. Інші зброєносці мали такі ж звучні й романтичні імена: Наполегливість (Perseverance), Смиренне Прохання (Humble Regueste), Пристрасна Думка (Doulce Pensee), Дозволене Переслідування (Leal Poursuite) тощо. Сам герольдмейстер мав ім’я «Золоте Руно». |

Спочатку підкреслювалось духовне начало ордену: обов'язкове відвідування церкви й ходження до меси, розташування лицарів під час асамблей у кріслах каноніків, поминання померлих кавалерів ордену за церковним чином тощо. З часом ці традиції було відкинуто.
|  | Якщо орден Золотого Руна затьмарив собою всі інші, то причина була в тому, що герцоги Бургундські надали в його розпорядження всі ресурси свого колосального статку. З їхньої точки зору, орден мав слугувати не просто символом їхньої могутності, його також могли застосовувати для того, щоб зв'язати одне з одним розрізнені володіння Бургундського дому. Для герцогів Бургундських, як і для інших великих французьких феодалів, ордени й девізи, нарівні з союзами, посадами та пенсіонами, могли слугувати засобом, що дозволяв більш міцно прив'язати їхніх членів до своєї особи й політики . |

Хейзінга пише: «Причину найбільшого успіху ордена Золотого Руна у порівнянні з усіма іншими виявити не так вже й складно. Багатство Бургундії — ось у чому була вся справа. Можливо, особлива пишність, з якою було обставлено церемонії цього ордену, і щасливий вибір його символу також зробили свій внесок».

### Вплив та міць ордену

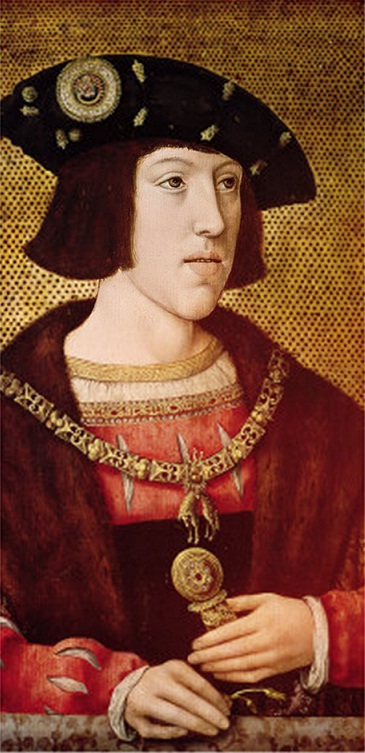
Портрет імператора Карла V

У XVI столітті Верховним Магістром ордену був імператор Священної Римської імперії. «Оскільки під його правлінням перебувала практично вся Європа, орден Золотого Руна став найвпливовішою лицарською організацією тих часів. Орден отримав повну підтримку папського престолу, який надав йому особливі духовні привілеї. Карл V прийняв у лицарі ордена королів Франції, Португалії, Угорщини, Шотландії та Польщі, а також герцогів Баварії, Саксонії, Флоренції, Савойї та Данії (…) 1577 року син Карла Філіп II отримав від папи Григорія XIII виняткове право призначати лицарів на високі вакантні пости, що дозволило підвищити соціальний статус лицарства. Філіп зробив лицарями ордену Золотого Руна королів Франції, представників вищої знаті Нідерландів, Священної Римської Імперії та Італії».
Головний орден Ватикану Орден Вершників святого Гробу Єрусалимського має перевагу перед кавалерами всіх інших орденів — окрім ордену Золотого руна.
Вже з XVII століття Орден Золотого руна припинили розглядати як союз лицарів, що оточували государя. Орден втрачає первинний сенс, знаки приналежності до нього перетворюються на знаки монаршої милості. Орден набув надзвичайного значення і практично став вищою нагородою Європи. «Про те, якого значення набув орден, каже тільки те, що більшість кавалерів-монархів, від імені яких у Європі карбувались монети, розміщували на них зображення виключно цього ордену, причому з обох боків».

## Статут

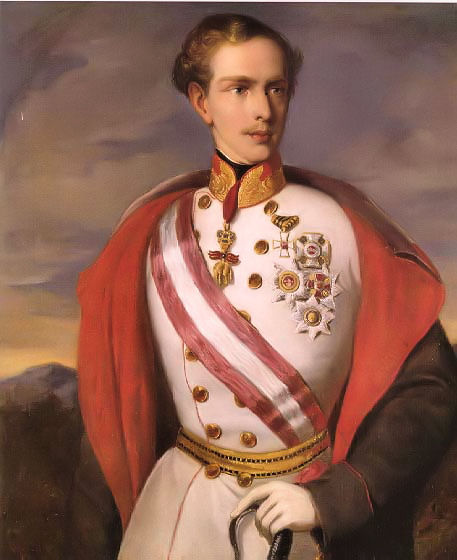
Імператор Франц Йосип з австрійським варіантом дизайну ордена

- Відповідно до статуту, членами ордена можуть бути тільки католики[2]. (Дотримується в Іспанії до початку XIX століття).
- Особи, нагороджені орденом Золотого Руна, довічно залишаються його лицарями за умови, якщо вони не вдадуться до єресі та збережуть відданість католицькій релігії, а також не будуть запідозреними у державній зраді, не порушать подружньої вірності та не заплямують себе ганебною втечею з поля бою.
- Члени ордену зобов'язані не носити інші нагороди, окрім ордена Золотого Руна (це положення не поширюється на монархів та австрійців).
- Сюзеренітет над орденом за відсутності спадкоємця чоловічої статі переходить до чоловіка спадкоємиці герцогства. (Хоч і не зрозуміло викладено — до повноліття її старшого сина, чи все ж він зберігає за собою право залишатись сувереном). Якщо спадкоємець надто юного віку, лицарі мають обрати зі свого числа регента, який був би гросмейстером[21].
- Глава ордену має право екстериторіального нагородження — це означає, що йому та його спадкоємцям мали підпорядковуватись «за лицарською лінією» члени ордену, що перебували на службі при інших дворах.
- Відповідно до статуту Філіпа Доброго, лицар, вступивши до Ордена Золотого Руна, мав оголосити про свій вихід з будь-якого іншого лицарського ордену, якщо він там числився, оскільки обов'язки перед ним можуть вимагати від нього вірного служіння комусь іншому[5].
- Кожен правитель мав радитись з іншими лицарями перш ніж оголошувати війну, усі розбіжності між лицарями вирішувались радою ордену.
- Імператор Священної Римської імперії Карл V підтвердив виняткове право ордену судити своїх членів. Кавалер ордену міг бути заарештований тільки за наказом, підписаним, принаймні, шістьома іншими лицарями, а утримуватись такий заарештований мав не у в'язниці, а у гостях у своїх братів[20].
- Знак слід обов'язково повернути Орденському Капітулу після смерті кавалера. (Невиконання цієї вимоги доводять нагороди у різних скарбницях світу).

### Гросмейстери ордену
Гросмейстерами ордену починаючи з Карла V були іспанські королі, а з XVIII століття їм склали компанію австрійські імператори. Єдиного разу гросмейстером ордену була глава Іспанії королева Ізабелла II, аналогічної ситуації в Австрії у випадку Марії-Терезії вдалось уникнути, оскільки гросмейстером було призначено її чоловіка Франца I.
Бургундія-Іспанія:

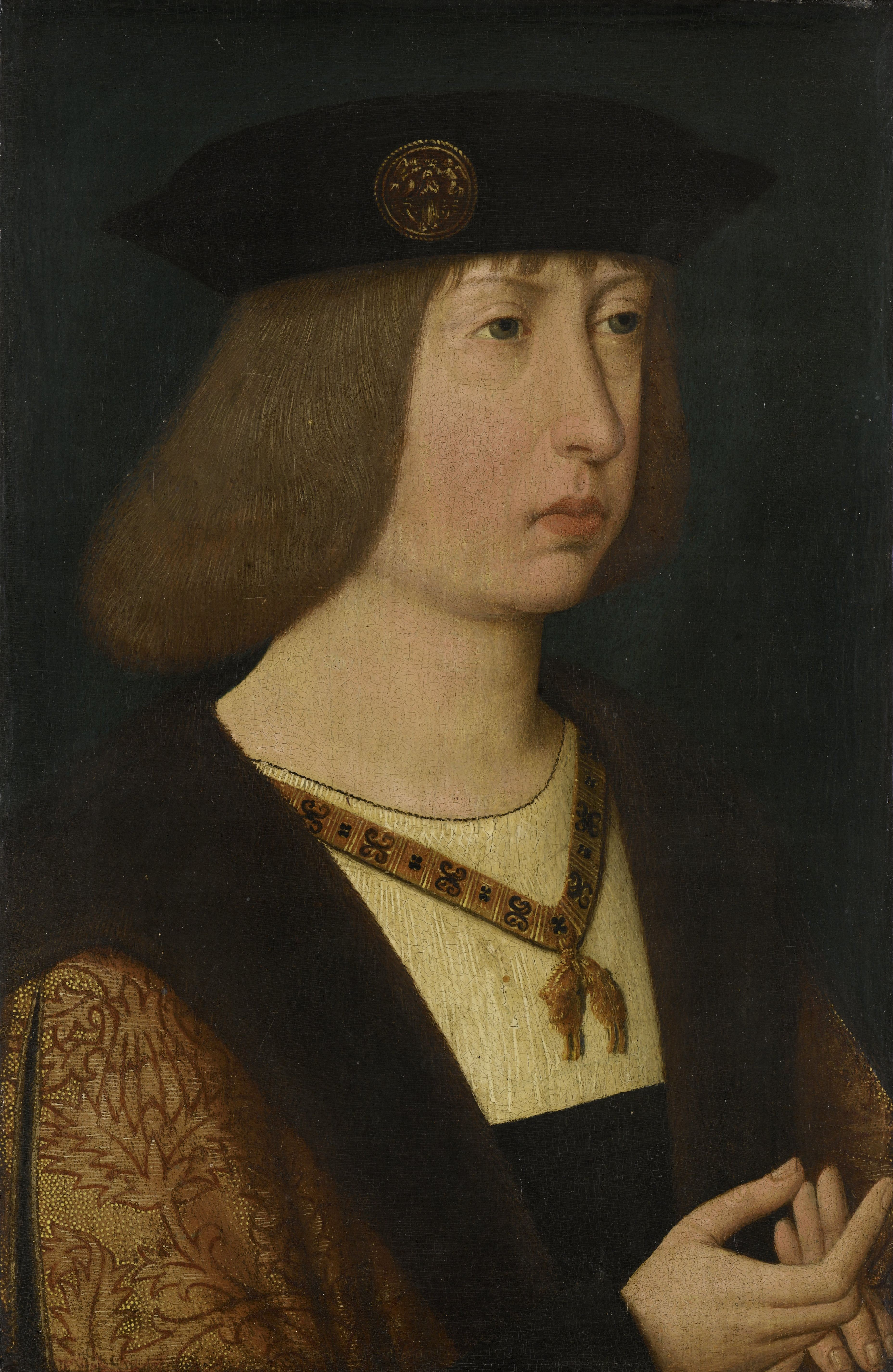
Філіп Красивий з орденом на ланцюгу

1. Філіп Добрий, герцог Бургундський (10 січня 1430 — 15 червня 1467)
2. Карл Сміливий, (15 червня 1467 — 5 січня 1477)
3. Максиміліан I, герцог Бургундський за правом шлюбу, імператор Священної Римської імперії (30 квітня 1478 — 27 березня 1482)
4. Філіп I Красивий, герцог Бургундський, король Іспанії за правом шлюбу (27 березня 1482 — 25 вересня 1506)
5. Карл V Габсбург, король Іспанії, імператор Священної Римської імперії (25 вересня 1506 — 22 жовтня 1555)
6. Філіп II, король Іспанії (22 жовтня 1555 — 13 вересня 1598)
7. Філіп III, король Іспанії (13 вересня 1598 — 31 березня 1621)
8. Філіп IV, король Іспанії (31 березня 1621 — 17 вересня 1665)
9. Карлос II, король Іспанії (17 вересня 1665 — 1 листопада 1700)

Іспанська гілка:

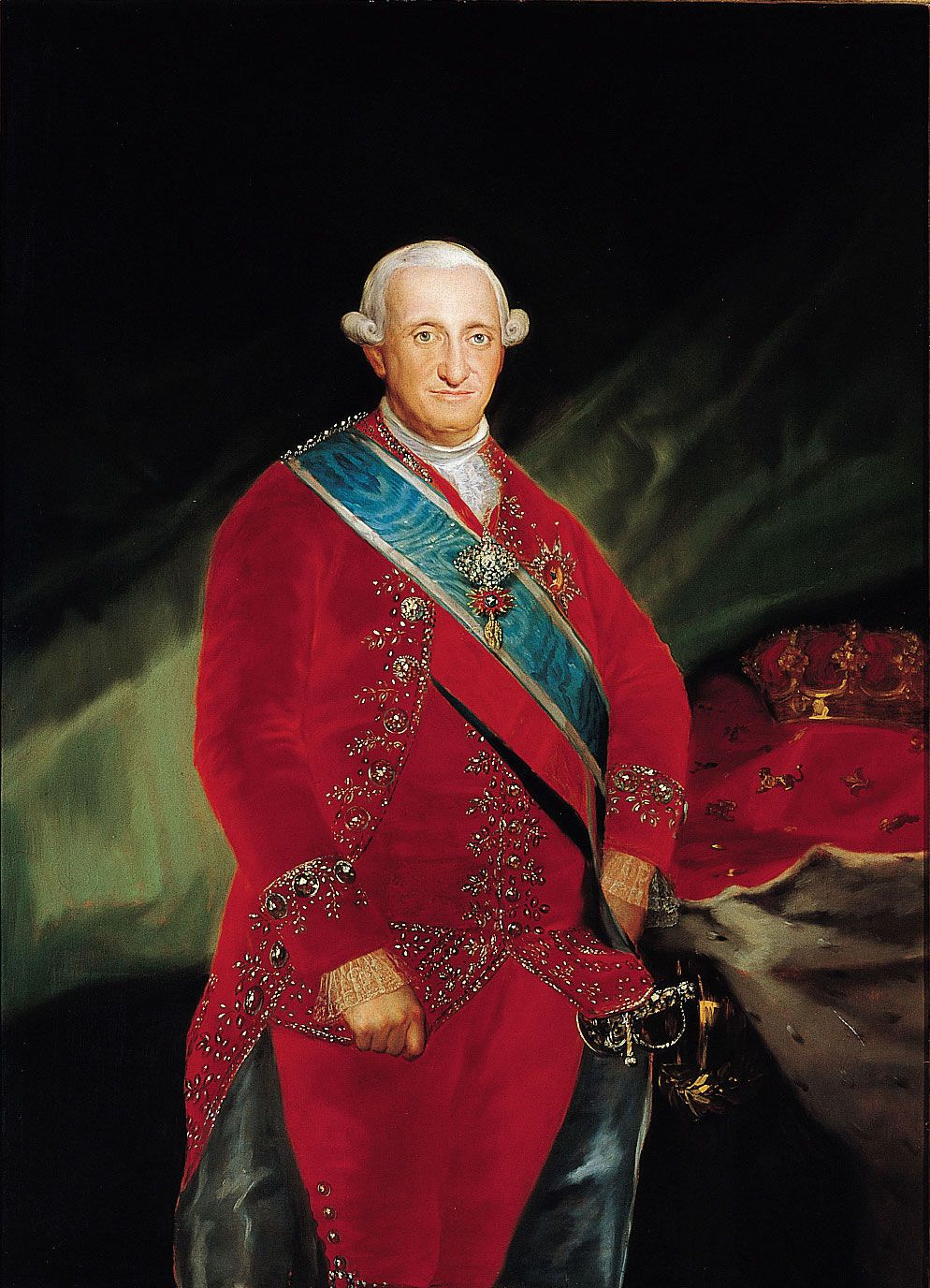
Портрет Карлоса IV з іспанським варіантом дизайну ордена

1. Філіп V, король Іспанії (1700—1724)
2. Луїс I, король Іспанії (1724)
3. Філіп V, король Іспанії, вдруге (1724—1746)
4. Фернандо VI, король Іспанії (1746—1759)
5. Карлос III, король Іспанії (1759—1788)
6. Карлос IV, король Іспанії (1788—1808)
7. Фернандо VII, король Іспанії (1808—1833)
8. Ізабелла II, королева Іспанії (1833—1841)
9. Генерал Бальдомеро Еспартеро, як регент (1841—1843)
10. Гоакін Марія Лопес (Joaquin Marie Lopez), тимчасове керівництво (1843)
11. Ізабелла II, королева Іспанії (1843—1868)
12. Франсиско Серрано і Домінгес, герцог ду Торре, президент Першої республіки (1868—1870)
13. Амадей I, король Іспанії (1870—1873)
14. Альфонсо XII, король Іспанії (1874—1885)
15. Альфонсо XIII, король Іспанії (1886—1941)
16. Хуан, граф Барселонський, член королівського дому у вигнанні (1941—1977)
17. Хуан Карлос I, король Іспанії (1977-2014)
18. Філіп VI, король Іспанії(з 2014 року)

Австрійська гілка:

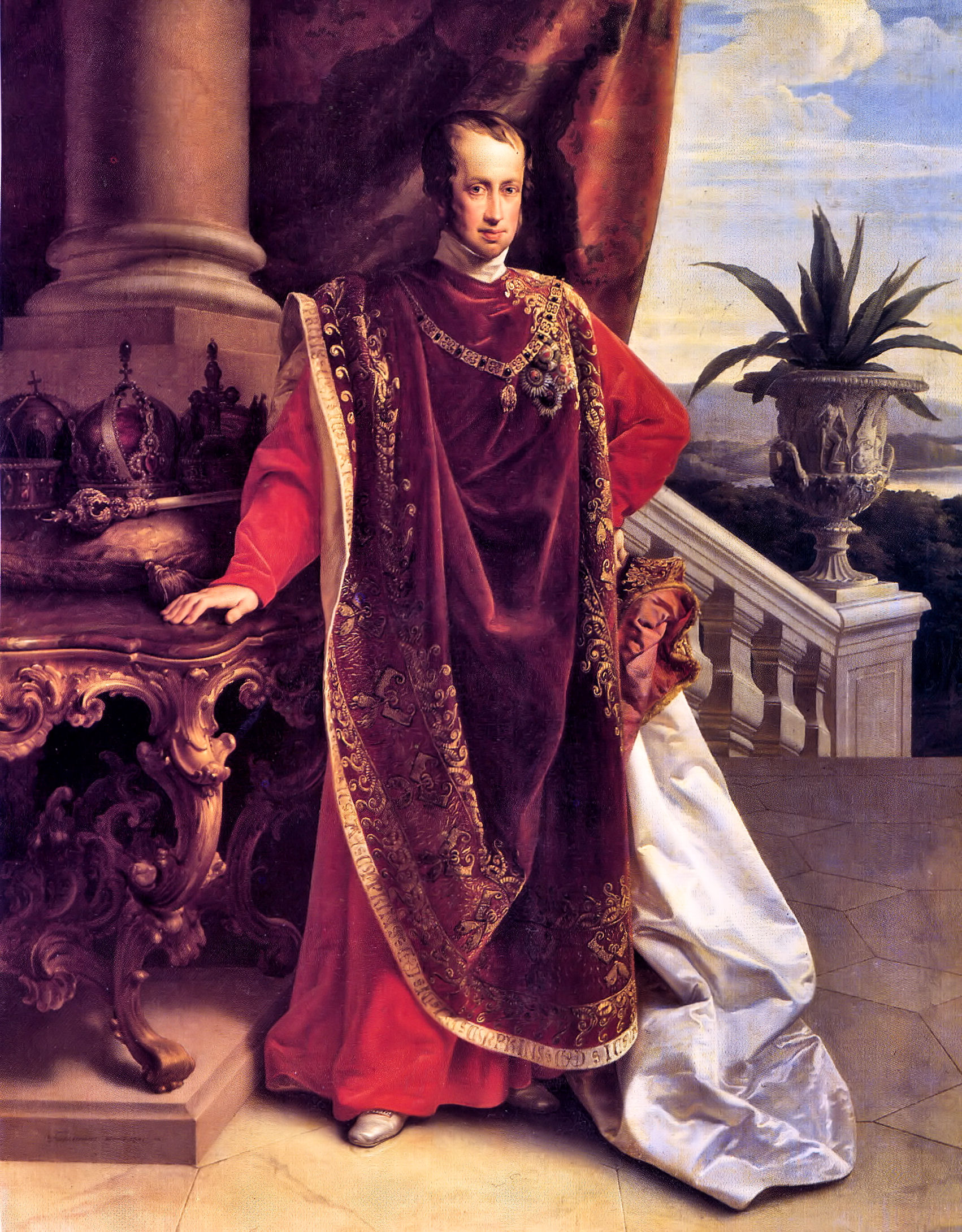
Портрет Фердинанда I у офіційних одежах

1. Леопольд I, імператор Священної Римської імперії (пом. 1705)
2. Карл VI, аналогічно (листопад 1700 ? — 20 жовтня 1740)
3. Франц I, аналогічно (20 жовтня 1740 — 18 серпня 1765)
4. Йосип II, аналогічно (18 серпня 1765 — 20 лютого 1790)
5. Леопольд II, аналогічно (20 лютого 1790 — 1 березня 1792)
6. Франц II, імператор Священної Римської імперії, імператор Австрії (1 березня 1792 — 2 березня 1835)
7. Фердинанд I, імператор Австрії (2 березня 1835 — 2 грудня 1848)
8. Франц Йосиф I, аналогічно (2 грудня 1848 — 21 листопада 1916)
9. Карл I, аналогічно (21 листопада 1916 — 1 квітня 1922)
10. Отто фон Габсбург, глава королівського дому у вигнанні (1 квітня 1922 — 30 листопада 2000)
11. Карл Габсбург-Лотрінген, аналогічно (з 30 листопада 2000)

Карлістські претенденти на трон Іспанії мали своїх власних гросмейстерів та призначали своїх членів ордену з 1845 до 1900 року. Жозеф Бонапарт також нагороджував орденом Золотого руна з 1808 до 1813 року.

## Нагороджені орденом

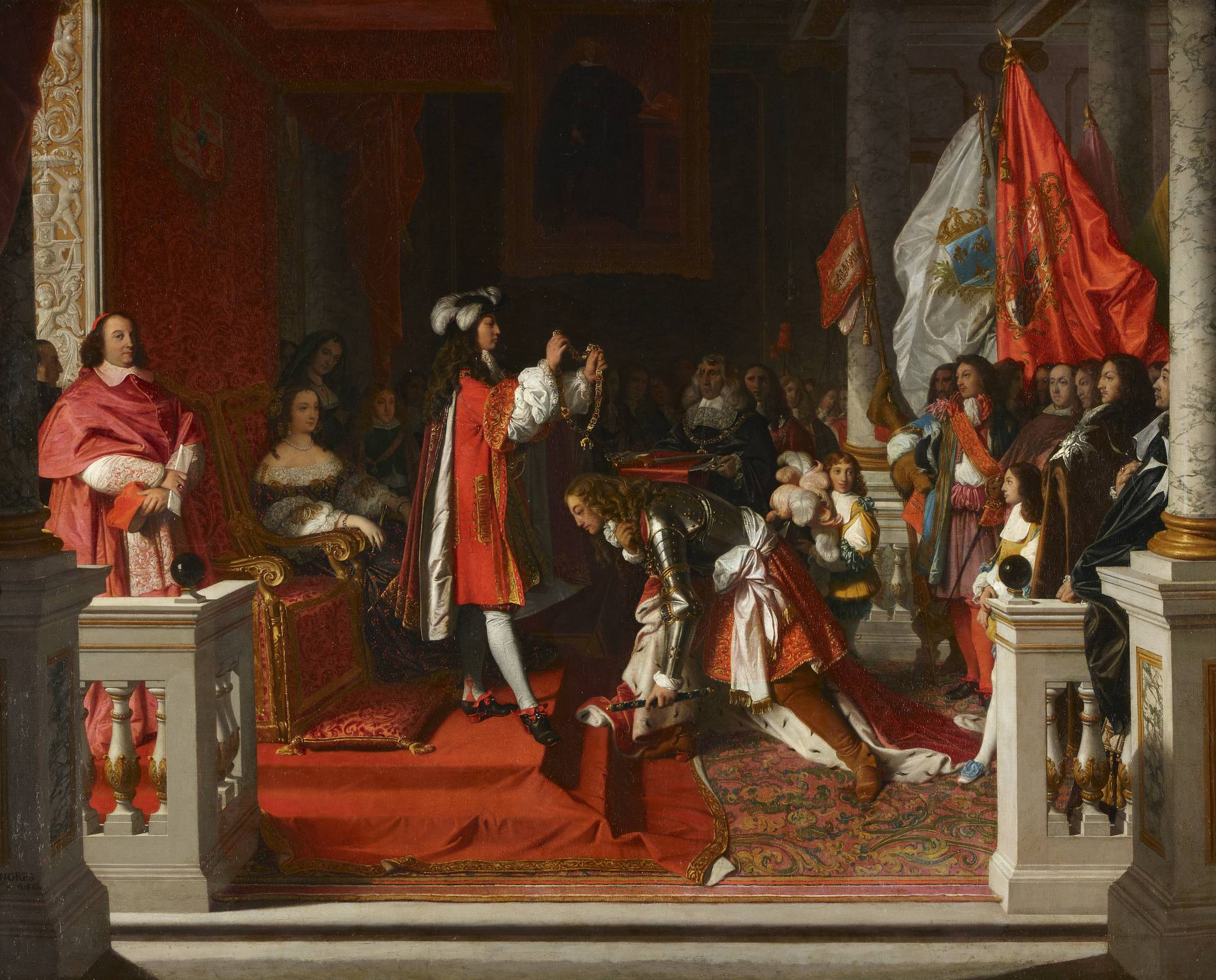
Енгр. Філіп V нагороджує герцога Бервіка орденом Золотого руна

Традиційно членами ордену були чоловіки, за деякими винятками, коли ним нагороджувались жінки — глави держав.
Визначною подією в історії іспанського ордену було нагородження ним Наполеона та його брата Жозефа. Людовік XVIII негайно повернув свій орден на знак протесту, а орден Жозефа відняв (разом з усіма іншими нагородами) Фердинанд VII після реставрації іспанських Бурбонів 1813 року.
Після наполеонівських війн іспанський король Фердинанд VII вніс до його статуту суттєві зміни, що стосувались віросповідання членів ордену: раніше вони в обов'язковому порядку мали бути католиками, але тепер вони могли сповідувати й інші конфесії. Зробили це для того, щоб король Іспанії міг винагородити своїх партнерів з Священного союзу — монархів Англії, Пруссії та Росії, за відновлення династичних прав Бурбонів на іспанський престол.
1812 року іспанський уряд нагородив орденом герцога Веллінгтона, що було підтверджено після реставрації Фердинандом і схвалено папою Пієм VII. Таким чином, католицьким орденом було вперше нагороджено протестанта (точніше — англіканця, а надалі орденом нагороджували навіть православних).
«Іспанський орден став цивільним королівським орденом відповідно до указів 1847 та 1851 років, і вручався навіть некатоликам: монархам та особам королівської крові — Росії, Великої Британії (включаючи герцога Веллінгтона), Німеччини, Японії, Туреччини, а також особам незнатного походження, наприклад Президенту Французької Республіки». Нині в ордені лише одинадцять лицарів, окрім Хуана Карлоса. З іноземних членів — колишній король Бельгії Леопольд III, колишній король Італії Умберто II, імператор Японії Хірохіто, король Бельгії Бодуен I і колишній король Греції Костянтин II, а також жінки — королева Данії Маргрете II і Беатрикс (королева Нідерландів). Подання до нагороди здійснюється за попередньої згоди кабінету міністрів Іспанії та не є винятковою прерогативою монарха. Офіційна мова ордена — іспанська.
Австрійська гілка ордену зберегла первинний аристократичний та релігійний характер. Орденом нагороджують тільки членів королівських родин та вищу знать, що сповідують католицтво. Лицарями ордену, окрім імператорського й королівського домів Австрії, був герцог Ангальт-Кетенський  Фрідріх Фердинанд — засновник «Асканії Нова» ; є Жан, колишній Великий герцог Люксембурзький, Альберт II, король бельгійців, Франц Йосип II та Ганс Адам II, князі Ліхтенштейну, Анжело ді Колонья, принц і Великий Магістр Мальтійського ордену. Австрійський орден зберіг первинні статути: ритуальна посвята з торканням мечем й урочистою присягою. Офіційна мова ордену — французька.
Нині єдиним лицарем обох гілок ордену є чинний король Бельгії Альберт II.
Альфред Потоцький, маршалек Галицького сейму у 1875—1877 роках, отримав орден від цісаря Франца Йосифа.
Довший час уважалося, що орденом Золотого руна в часі подорожі Европою та до Гробу Господнього в 1467-1469 рр. було нагороджено руського шляхтича Олександра Солтана. Ця звістка досить довго побутувала в гербовниках, історичних і мистецьких творах. Однак наприкінці ХХ ст. її піддали сумніву. При детальнішому вивченні виявилося, що джерелом цієї тези було хибне тлумачння Київським митрополитом Іпатієм Потієм звороту "оушпанский златаго стрыха носитель" із "Послання Мисаїла", а саме в його польському перекладі, звідки її запозичили всі інші автори. Насправді ж загадковою відзнакою руського шляхтича виявився Орден Стрічки, що відтак було відображено в українському перекладі "Послання Мисаїла".

### Кількість членів

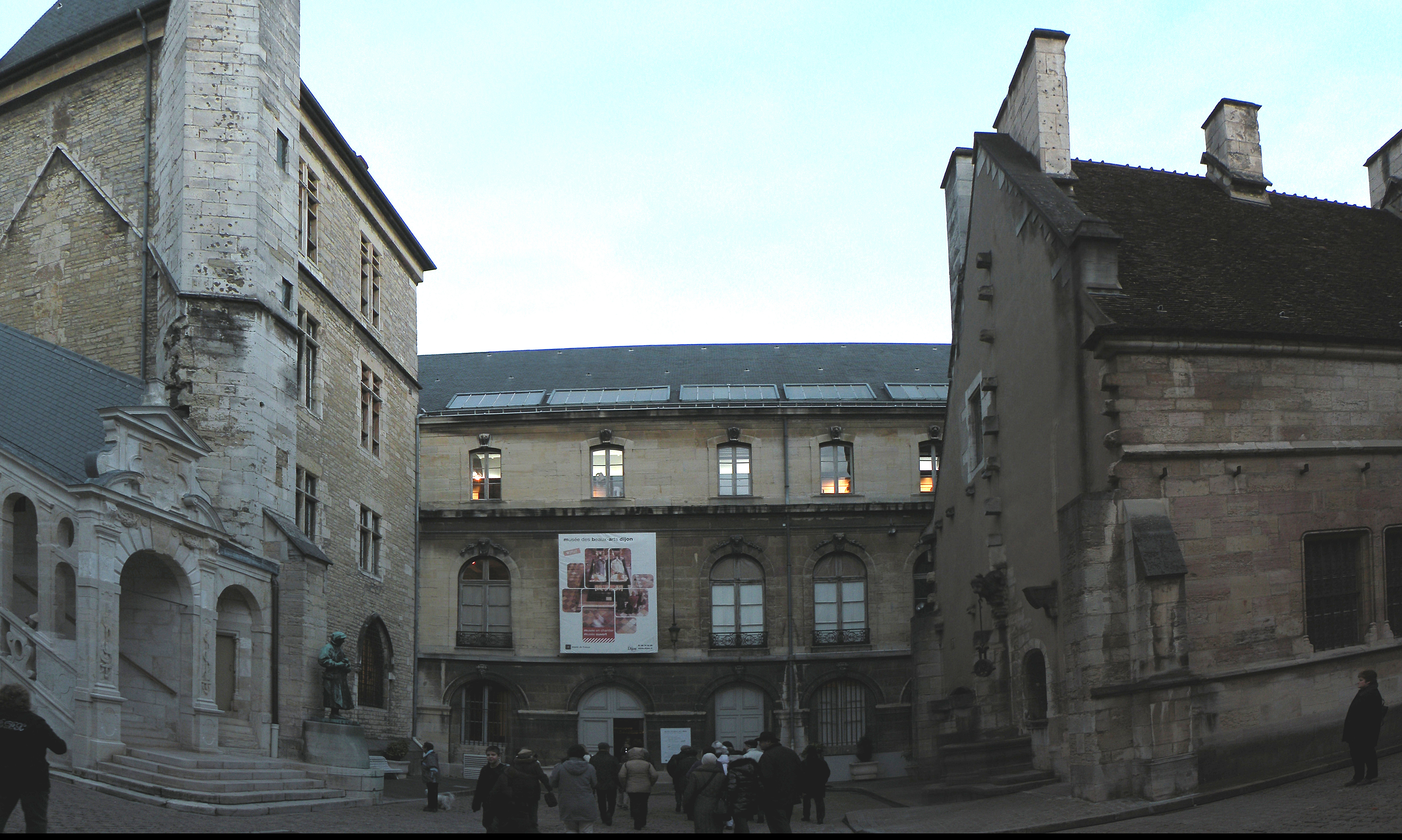
Діжон (Бургундія). Подвір'я будівлі кавалерів ордену Золотого руна

- 1430 рік: першими лицарями ордена стали 24 дворянина з числа найближчих соратників Філіпа; справи ордену вели канцлер, скарбничий, секретар і герольд ордена.
- 1433 рік: кількість збільшилась до 30 осіб (31 включаючи сюзерена).
- 1516 рік: число збільшено до 50 осіб (51 включаючи сюзерена).
- Потім до 60 та згодом до 70[30].

Збільшення кількості членів ордену було ознакою збільшення могутності імперії Габсбургів (та її території). У XIX столітті, як пише Брокгауз, кількість кавалерів у обох гілках необмежена.
У ХХІ сторіччі, в Іспанській гілці Ордену кількість кавалерів необмежена. В Габсбурзькій гілці Ордену, згідно давнього статуту, кавалерів Золотого Руна одночасно може бути не більше 50 .

## У мистецтві

### У геральдиці

Знак ордену на Великому Командорському ланцюгу прикрашає офіційну емблему Іспанського Королівського дому

Орден використовується на багатьох гербах, особливо в Іспанії.

### У нумізматиці
Окремі деталі ордена Золотого руна зустрічаються на нідерландських монетах (до кінця XVIII століття). На австрійських та іспанських монетах портрет правителя або герб часто зображувались із ланцюгом ордена, наприклад, на обох боках тірольських талерів Йосипа I (1705—1711).

### У літературі
- Лефебюр — відомий літописець XV століття був герольдом при бургундському дворі Філіпа Доброго, засновника ордена Золотого Руна (Toison d'Or), від якого Лефебюр й отримав своє прізвисько «Туазон д'Ор».
- Родовим гербом польського короля Стефана Баторія були ікла вовка. Відповідно до легенди, він відмовився прийняти наданий йому орден Золотого руна, сказавши: «Не годиться барану бути поряд із вовчою пащею».
- Граф де ла Фер (Атос) є кавалером трьох вищих європейських орденів — Золотого руна, Підв'язки (Англія) та Святого Духа (Франція), що вражає кардинала Мазаріні, який його побачив з нагородами, оскільки такий набір могли зібрати тільки монархи або артисти на сцені.
- Назва останньої глави «Золотого теляти» — «Лицар Золотого руна», за орденом, який Остап Бендер включив до числа коштовностей, з якими намагається втекти, та який залишається у нього єдиною річчю після зустрічі з прикордонниками. Це міг бути орден Миколи II або його брата Михайла, оскільки у 1917 році тільки вони в Росії мали цю нагороду[33].